# جرانه السفلى (جبلة)

تعديل مصدري - تعديل

جرانه السفلى محلة تابعة لقرية جرن الجبل، التابعة لعزلة وراف بمديرية جبلة إحدى مديريات محافظة إب في الجمهورية اليمنية، بلغ تعداد سكانها 123 حسب تعداد اليمن لعام 2004.